# Лешокский монастырь
Лешокский монастырь (макед. Лешочки манастир) — монастырский комплекс Тетовско-Гостиварской епархии Македонской православной церкви. Расположен в общине Тетово на юго-восточном склоне горного хребта Шар-Планина на высоте 638 метров над уровнем моря недалеко от сельского поселения Лешок. Крупнейший духовный, образовательный и туристический центр региона.
Первые христианские строения на этой земле датируются ещё 1321—1331 годами, летописи свидетельствуют о существовании небольшого монастыря примерно в 500-800 м отсюда рядом со средневековым городом Лешчек на реке Лешочка. Сведения об этом монастыре крайне ограничены, исследователи до сих пор не имеют единого мнения о его происхождении — по одной из версий монастырь был построен по распоряжению князя Лазаря, другая версия называет основателем преподобного Антония, который впоследствии стал первым епископом монастыря. В таком виде монастырь действовал в течение нескольких веков.
Современный Лешокский монастырь, согласно монастырским рукописям, основан на новом месте митрополитом скопьевским Никанором в 1600 году. Тем не менее, в 1690 году вместе со многими другими христианскими центрами региона был практически полностью уничтожен турками Османской империи.
Возрождение монастыря началось лишь спустя 128 лет в 1818 году под руководством игумена Кирила Пейчиновича. В 1879 году здесь появилась Церковь Успения Пресвятой Богородицы, тогда как в 1925 году была построена Церковь Святого Афанасия — ныне эти два сооружения составляют основную часть монастыря. Все строения монастырского комплекса расположены на довольно обширном дворе, огороженном со всех сторон высокими каменными стенами. Внутри помимо церквей находятся два общежития, часовня, библиотека, столовая, несколько винных погребов. Центральное здание — двухэтажное, с черепичной крышей.
Во время конфликта 2001 года монастырь подвергся нападению албанских экстремистов, в результате чего многие строения оказались разграбленными и разрушенными, в частности была взорвана Церковь Святого Афанасия.